# UCI Europe Tour 2023
Die UCI Europe Tour 2023 ist die 19. Austragung einer Serie von Straßenradrennen auf dem europäischen Kontinent, die zwischen dem 22. Januar und dem 15. Oktober 2023 stattfinden. Die UCI Europe Tour ist Teil der UCI Continental Circuits und liegt von ihrer Wertigkeit unterhalb der UCI ProSeries und der UCI WorldTour.

## Rennen

### Januar
| Datum           | Land | Rennen                                                    | Klasse | Sieger              | Team                     |
| --------------- | ---- | --------------------------------------------------------- | ------ | ------------------- | ------------------------ |
| 22. Januar 2023 | ESP  | Clàssica Comunitat Valenciana 1969 - Gran Premi València  | 1.2    | Arnaud De Lie       | Lotto Dstny              |
| 25. Januar 2023 | ESP  | Mallorca Challenge – Trofeo Calvià                        | 1.1    | Rui Costa           | Intermarché-Circus-Wanty |
| 26. Januar 2023 | ESP  | Mallorca Challenge – Trofeo Port D'Alcudia-Port D'Alcudia | 1.1    | Marijn van den Berg | EF Education-EasyPost    |
| 27. Januar 2023 | ESP  | Mallorca Challenge – Trofeo Andratx-Mirador D'es Colomer  | 1.1    | Kobe Goossens       | Intermarché-Circus-Wanty |
| 28. Januar 2023 | ESP  | Mallorca Challenge – Trofeo Serra de Tramuntana           | 1.1    | Kobe Goossens       | Intermarché-Circus-Wanty |
| 29. Januar 2023 | ESP  | Mallorca Challenge – Trofeo Palma                         | 1.1    | Ethan Vernon        | Soudal Quick-Step        |
| 29. Januar 2023 | FRA  | Grand Prix Cycliste La Marseillaise                       | 1.1    | Neilson Powless     | EF Education-EasyPost    |

### Februar
| Datum                  | Land | Rennen                                                          | Klasse | Sieger             | Team                          |
| ---------------------- | ---- | --------------------------------------------------------------- | ------ | ------------------ | ----------------------------- |
| 1. – 5. Februar 2023   | FRA  | Etoile de Bessèges – Tour du Gard                               | 2.1    | Neilson Powless    | EF Education-EasyPost         |
| 1. – 5. Februar 2023   | ESP  | Valencia-Rundfahrt (Volta a la Comunitat Valenciana)            | 2.Pro  | Rui Costa          | Intermarché-Circus-Wanty      |
| 5. Februar 2023        | TUR  | Grand Prix Apollon Temple                                       | 1.2    | Sergej Rostowzew   | Beykoz Belediyesi Spor Kulübü |
| 9. – 12. Februar 2023  | TUR  | Tour of Antalya                                                 | 2.1    | abgesagt           | abgesagt                      |
| 11. Februar 2023       | ESP  | Murcia-Rundfahrt                                                | 1.1    | Ben Turner         | Ineos Grenadiers              |
| 12. Februar 2023       | ESP  | Clásica de Almería                                              | 1.Pro  | Matteo Moschetti   | Q36.5 Pro Cycling Team        |
| 12. Februar 2023       | POR  | Figueira Champions Classic                                      | 1.1    | Casper Pedersen    | Soudal Quick-Step             |
| 13. Februar 2023       | ESP  | Clásica Jaén Paraíso Interior                                   | 1.1    | Tadej Pogačar      | UAE Team Emirates             |
| 16. – 20. Februar 2023 | POR  | Algarve-Rundfahrt (Volta ao Algarve em Bicicleta)               | 2.Pro  | Daniel Martinez    | Ineos Grenadiers              |
| 16. – 20. Februar 2023 | ESP  | Andalusien-Rundfahrt (Vuelta a Andalucia Ruta Ciclista Del Sol) | 2.Pro  | Tadej Pogačar      | UAE Team Emirates             |
| 17. – 19. Februar 2023 | FRA  | Tour des Alpes-Maritimes et du Var                              | 2.1    | Kévin Vauquelin    | Team Arkéa - Samsic           |
| 23. – 26. Februar 2023 | ESP  | Gran Camiño                                                     | 2.1    | Jonas Vingegaard   | Jumbo-Visma                   |
| 25. Februar 2023       | FRA  | Faun-Ardèche Classic                                            | 1.Pro  | Julian Alaphilippe | Soudal Quick-Step             |
| 26. Februar 2023       | TUR  | Syedra Ancient City                                             | 1.2    | abgesagt           | abgesagt                      |
| 26. Februar 2023       | FRA  | La Drôme Classic                                                | 1.Pro  | Anthony Perez      | Cofidis                       |
| 26. Februar 2023       | BEL  | Kuurne-Bruxelles-Kuurne                                         | 1.Pro  | Tiesj Benoot       | Jumbo-Visma                   |
| 28. Februar 2023       | BEL  | Le Samyn                                                        | 1.1    | Milan Menten       | Lotto Dstny                   |

### März
| Datum               | Land | Rennen                                                    | Klasse | Sieger                 | Team                                    |
| ------------------- | ---- | --------------------------------------------------------- | ------ | ---------------------- | --------------------------------------- |
| 1. März 2023        | CRO  | Umag Trophy                                               | 1.2    | Adam Ťoupalík          | Elkov-Kasper                            |
| 1. März 2023        | ITA  | Trofeo Laigueglia                                         | 1.Pro  | Nans Peters            | AG2R Citroën                            |
| 4. März 2023        | NED  | Craft Ster van Zwolle                                     | 1.2    | Coen Vermeltfoort      | VolkerWessels Cycling Team              |
| 4. März 2023        | BEL  | Grand Prix Criquielion                                    | 1.2    | Sam Welsford           | Team DSM                                |
| 4. März 2023        | FRA  | Le Tour des 100 Communes                                  | 1.2    | Jonathan Vervenne      | Soudal Quick-Step Devo Team             |
| 4. – 5. März 2023   | GRE  | South Aegean Tour                                         | 2.2    | Jakub Otruba           | ATT Investments                         |
| 5. März 2023        | TUR  | Alanya CUP                                                | 1.2    | abgesagt               | abgesagt                                |
| 5. März 2023        | FRA  | Grand Prix de la Ville de Lillers                         | 1.2    | Andreas Stokbro        | Leopard TOGT Pro Cycling                |
| 5. März 2023        | BEL  | Grote Prijs Jean-Pierre Monsére                           | 1.1    | Gerben Thijssen        | Intermarché-Circus-Wanty                |
| 5. März 2023        | CRO  | Poreč Trophy                                              | 1.2    | Patryk Stosz           | Voster ATS Team                         |
| 9. – 12. März 2023  | CRO  | Istrian Spring Trophy                                     | 2.2    | Tijmen Graat           | Jumbo-Visma Development Team            |
| 11. März 2023       | GRE  | International Rhodes Grand Prix                           | 1.2    | Eirik Lunder           | Team Coop-Repsol                        |
| 12. März 2023       | NED  | Profronde van Drenthe                                     | 1.1    | Per Strand Hagenes     | Jumbo-Visma Development Team            |
| 12. März 2023       | NED  | Dorpenomloop Rucphen                                      | 1.2    | Laurenz Rex            | Intermarché-Circus-Wanty                |
| 15. März 2023       | BEL  | Danilith Nokere Koerse                                    | 1.Pro  | Tim Merlier            | Soudal Quick-Step                       |
| 16. März 2023       | ITA  | Mailand-Turin                                             | 1.Pro  | Arvid de Kleijn        | Tudor Pro Cycling Team                  |
| 16. März 2023       | FRA  | Grand Prix de Denain – Porte du Hainaut                   | 1.Pro  | Sebastián Molano       | UAE Team Emirates                       |
| 16. – 19. März 2023 | GRE  | International Tour of Rhodes                              | 2.2    | António Morgado        | Hagens Berman Axeon                     |
| 17. März 2023       | BEL  | Youngster Coast Challenge                                 | 1.2U   | Warre Vangheluwe       | Soudal Quick-Step Devo Team             |
| 17. März 2023       | BEL  | Bredene Koksijde Classic                                  | 1.Pro  | Gerben Thijssen        | Intermarché-Circus-Wanty                |
| 18. März 2023       | FRA  | Classic Loire Atlantique                                  | 1.1    | Axel Zingle            | Cofidis                                 |
| 19. März 2023       | FRA  | Grand Prix Cholet-Pays de la Loire                        | 1.1    | Laurence Pithie        | Groupama-FDJ                            |
| 19. März 2023       | SLO  | GP Slovenian Istria                                       | 1.2    | Bartłomiej Proć        | Santic-Wibatech                         |
| 19. März 2023       | ITA  | Per sempre Alfredo                                        | 1.1    | Felix Engelhardt       | Team Jayco AlUla                        |
| 19. März 2023       | ITA  | Popolarissima                                             | 1.2    | Davide Persico         | Team Colpack Ballan                     |
| 19. März 2023       | POR  | Classica da Arrábida                                      | 1.2    | Orluis Aular           | Caja Rural-Seguros RGA                  |
| 21. – 25. März 2023 | ITA  | Settimana Internazionale Coppi e Bartali                  | 2.1    | Mauro Schmid           | Soudal Quick-Step                       |
| 22. – 26. März 2023 | NED  | Olympia’s Tour                                            | 2.2    | Mathias Bregnhøj       | Leopard TOGT Pro Cycling                |
| 22. – 26. März 2023 | POR  | Volta ao Alentejo                                         | 2.2    | Orluis Aular           | Caja Rural-Seguros RGA                  |
| 23. März 2023       | SLO  | GP Goriska & Vipava Valley                                | 1.2    | Adam Ťoupalík          | Elkov-Kasper                            |
| 26. März 2023       | SLO  | GP Adria Mobil                                            | 1.2    | Tilen Finkšt           | Adria Mobil                             |
| 26. März 2023       | ITA  | Gran Premio Industria & Artigianato                       | 1.Pro  | Ben Healy              | EF Education-EasyPost                   |
| 26. März 2023       | FRA  | La Roue Tourangelle – Trophée Groupama Paris Val de Loire | 1.1    | Rory Townsend          | Bolton Equities Black Spoke Pro Cycling |
| 26. März 2023       | TUR  | Syedra Ancient City                                       | 1.2    | Polychronis Tzortzakis | Griechenland                            |
| 26. März            | BEL  | Kattekoers–Ieper                                          | 1.2U   | Gil Gelders            | Soudal Quick-Step Devo Team             |
| 31. März 2023       | FRA  | La Route Adélie de Vitré                                  | 1.1    | Fredrik Dversnes       | Uno-X Pro Cycling Team                  |

### April
| Datum                   | Land    | Rennen                                          | Klasse | Sieger                 | Team                         |
| ----------------------- | ------- | ----------------------------------------------- | ------ | ---------------------- | ---------------------------- |
| 1. April 2023           | ESP     | Gran Premio Miguel Induráin                     | 1.Pro  | Ion Izagirre (Cofidis) | Cofidis                      |
| 1. April 2023           | NED     | Volta Limburg Classic                           | 1.1    | Kaden Groves           | Alpecin-Deceuninck           |
| 2. April 2023           | ITA     | Trofeo Piva                                     | 1.2U   | Giacomo Villa          | Biesse-Carrera               |
| 4. – 7. April 2023      | FRA     | Sarthe-Rundfahrt (Région Pays de la Loire Tour) | 2.1    | Alexander Kamp         | Tudor Pro Cycling Team       |
| 5. April 2023           | BEL     | Scheldeprijs                                    | 1.Pro  | Jasper Philipsen       | Alpecin-Deceuninck           |
| 6. – 9. April 2023      | FRA     | Circuit des Ardennes                            | 2.2    | Mathias Bregnhøj       | Leopard TOGT Pro Cycling     |
| 10. April 2023          | ITA     | Giro del Belvedere                              | 1.2U   | Johannes Staune-Mittet | Jumbo-Visma Development Team |
| 11. April 2023          | FRA     | Paris–Camembert                                 | 1.1    | Valentin Ferron        | TotalEnergies                |
| 11. – 14. April 2023    | ITA     | Giro di Sicilia                                 | 2.1    | Alexey Lutsenko        | Astana Qazaqstan Team        |
| 11. April 2023          | ITA     | Gran Premio Palio del Recioto                   | 1.2U   | Tijmen Graat           | Jumbo-Visma Development Team |
| 12. April 2023          | BEL     | Pfeil von Brabant (De Brabantse Pijl)           | 1.Pro  | Dorian Godon           | AG2R Citroën Team            |
| 12. – 16. April 2023    | FRA     | Tour du Loir-et-Cher                            | 2.2    | Tim Marsman            | Metec-Solarwatt p/b Mantel   |
| 14. April 2023          | FRA     | Classic Grand Besançon Doubs                    | 1.1    | Victor Lafay           | Cofidis                      |
| 15. April 2023          | FRA     | Tour du Jura Cycliste                           | 1.1    | Kévin Vauquelin        | Team Arkéa-Samsic            |
| 15. April 2023          | NED     | Arno Wallaard Memorial                          | 1.2    | Rasmus Bøgh Wallin     | Restaurant Suri-Carl Ras     |
| 15. April 2023          | BEL     | Lüttich–Bastogne–Lüttich Espoirs                | 1.2U   | Francesco Busatto      | Circus-Re Uz-Technord        |
| 16. April 2023          | FRA     | Tour du Doubs                                   | 1.1    | Jesús Herrada          | Cofidis                      |
| 16. April 2023          | ITA     | Trofeo Città di San Vendemiano                  | 1.2U   | Anders Foldager        | Biesse-Carrera               |
| 17. – 21. April 2023    | ITA/AUT | Tour of the Alps                                | 2.Pro  | Tao Geoghegan Hart     | Ineos Grenadiers             |
| 19. - 22. April 2023    | BIH     | Belgrad-Banja Luka                              | 2.2    | Gregor Matija Černe    | mebloJOGI Pro-concrete       |
| 23. April 2023          | GBR     | Rutland-Melton International CiCLE Classic      | 1.2    | Luke Lamperti          | Trinity Racing               |
| 25. April 2023          | ITA     | Gran Premio della Liberazione                   | 1.2U   | Alessandro Romele      | Team Colpack Ballan          |
| 25. April – 1. Mai 2023 | FRA     | Tour de Bretagne Cycliste                       | 2.2    | Simon Pellaud          | Tudor Pro Cycling Team       |
| 28. – 30. April 2023    | ESP     | Asturien-Rundfahrt                              | 2.1    | Lorenzo Fortunato      | Eolo-Kometa Cycling Team     |
| 28. April – 3. Mai 2023 | POL     | Carpathian Couriers Race                        | 2.2U   | Gal Glivar             | Adria Mobil                  |
| 30. April               | AUT     | GP Vorarlberg p/b RadHaus Rankwell              | 1.2    | Michael Boroš          | Elkov-Kasper                 |

### Mai
| Datum         | Land | Rennen                                                 | Klasse | Sieger               | Team                         |
| ------------- | ---- | ------------------------------------------------------ | ------ | -------------------- | ---------------------------- |
| 1. Mai        | GER  | Eschborn-Frankfurt                                     | 1.2U   | Joshua Gudnitz       | Team ColoQuick               |
| 1. Mai        | ITA  | Circuito del Porto - Trofeo Arvedi                     | 1.2    | Mattia Pinazzi       | Arvedi Cycling               |
| 3. – 7. Mai   | GRE  | Griechenland-Rundfahrt (International Tour of Hellas)  | 2.1    | Iúri Leitão          | Caja Rural-Seguros RGA       |
| 6. Mai        | NED  | Ronde van Overijssel                                   | 1.2    | Coen Vermeltfoort    | VolkerWessels Cyclingteam    |
| 6. Mai        | NOR  | Sundvolden Grand Prix                                  | 1.2    | Ådne Holter          | Uno-X Pro Cycling Team       |
| 6. Mai        | FRA  | Grand Prix du Morbihan                                 | 1.Pro  | Arnaud De Lie        | Lotto Dstny                  |
| 7. Mai        | FRA  | Tro-Bro Léon                                           | 1.Pro  | Giacomo Nizzolo      | Israel-Premier Tech          |
| 7. Mai        | FRA  | Paris-Roubaix Espoirs                                  | 1.2U   | Tijl De Decker       | Lotto Dstny Development Team |
| 7. Mai        | BEL  | Flèche Ardennaise                                      | 1.2    | Menno Huising        | Jumbo-Visma Development Team |
| 7. Mai        | NOR  | Ringerike Grand Prix                                   | 1.2    | Jack Rootkin-Gray    | Saint Piran                  |
| 10. – 14. Mai | HUN  | Tour de Hongrie                                        | 2.Pro  | Marc Hirschi         | UAE Team Emirates            |
| 11. – 14. Mai | TUR  | Tour of Mesopotamia                                    | 2.2    | abgesagt             | abgesagt                     |
| 13. Mai       | FRA  | Tour du Finistère                                      | 1.1    | Paul Penhoët         | Groupama-FDJ                 |
| 13. Mai       | DEN  | Grand Prix Herning                                     | 1.2    | Mathias Norsgaard    | Dänemark                     |
| 14. Mai       | ITA  | Gran Premio Industrie del Marmo                        | 1.2U   | Christian Bagatin    | Sias Rime                    |
| 14. Mai       | FRA  | Boucles de l'Aulne - Châteaulin                        | 1.1    | Greg Van Avermaet    | AG2R Citroën Team            |
| 14. Mai       | DEN  | Fyen Rundt – Tour of Fynen                             | 1.2    | Carl-Frederik Bévort | Uno-X DARE Development Team  |
| 16. – 21. Mai | FRA  | Vier Tage von Dünkirchen (4 Jours de Dunkerque)        | 2.Pro  | Romain Grégoire      | Groupama-FDJ                 |
| 17. – 21. Mai | LUX  | Flèche du Sud                                          | 2.2    | Pim Ronhaar          | Niederlande                  |
| 17. – 20. Mai | TUR  | Tour of Sakarya                                        | 2.2    | Martin Laas          | Astana Qazaqstan             |
| 18. Mai       | BEL  | Circuit de Wallonie                                    | 1.1    | Jordi Meeus          | Bora-hansgrohe               |
| 20. Mai       | NED  | Veenendaal–Veenendaal Classic                          | 1.1    | Dylan Groenewegen    | Team Jayco AlUla             |
| 21. Mai       | BEL  | Antwerp Port Epic / Sels Trophy                        | 1.1    | Dries De Bondt       | Alpecin-Deceuninck           |
| 21. Mai       | GER  | Rund um Köln                                           | 1.1    | Danny van Poppel     | Bora-hansgrohe               |
| 21. Mai       | SLO  | Grand Prix Gorenjska                                   | 1.2    | Davide De Cassan     | Cycling Team Friuli ASD      |
| 22. – 26. Mai | ALB  | Tour of Albania                                        | 2.2    | Max Stedman          | Großbritannien               |
| 24. – 28. Mai | FRA  | Alpes Isère Tour                                       | 2.2    | Lennert Van Eetvelt  | Lotto Dstny                  |
| 25. – 27. Mai | EST  | Tour of Estonia                                        | 2.1    | Rasmus Bøgh Wallin   | Restaurant Suri-Carl Ras     |
| 25. – 28. Mai | FRA  | Tour de la Mirabelle                                   | 2.2    | Jonas Geens          | Tarteletto-Isorex            |
| 25. – 28. Mai | FRA  | Boucles de la Mayenne                                  | 2.Pro  | Oier Lazkano         | Movistar                     |
| 26. – 28. Mai | POR  | GP Beiras e Serra da Estrela                           | 2.2    | Artem Nych           | Glassdrive-Q8-Anicolor       |
| 26. – 29. Mai | NOR  | Tour of Norway                                         | 2.Pro  | Ben Tulett           | Ineos Grenadiers             |
| 27. Mai       | BEL  | Van Merksteijn Fences Classic                          | 1.1    | Caleb Ewan           | Lotto Dstny                  |
| 27. Mai       | ITA  | Due Giorni Marchigiana - G.P. Santa Rita               | 1.2    | Giosuè Epis          | Zalf Euromobil Fior          |
| 28. Mai       | ITA  | Due Giorni Marchigiana - Trofeo Città di Castelfidardo | 1.2    | Matteo Pongiluppi    | Sias Rime                    |
| 29. Mai       | BEL  | Ronde van Limburg                                      | 1.1    | Gerben Thijssen      | Intermarché-Circus-Wanty     |
| 29. Mai       | FRA  | Paris–Troyes                                           | 1.2    | Gwen Leclainche      | Frankreich                   |
| 30. Mai       | FRA  | Mercan’Tour Classic Alpes-Maritimes                    | 1.1    | Richard Carapaz      | EF Education-EasyPost        |

### Juni
| Datum                   | Land | Rennen                                                     | Klasse | Sieger                 | Team                                |
| ----------------------- | ---- | ---------------------------------------------------------- | ------ | ---------------------- | ----------------------------------- |
| 1. – 4. Juni 2023       | POL  | Tour of Malopolska                                         | 2.2    | Márton Dina            | ATT Investments                     |
| 1. – 4. Juni 2023       | AUT  | Oberösterreichrundfahrt                                    | 2.2    | Luca Vergallito        | Alpecin-Deceuninck Development Team |
| 1. – 4. Juni 2023       | FRA  | Ronde de l'Oise                                            | 2.2    | Frank van den Broek    | À Bloc CT                           |
| 2. Juni 2023            | ITA  | Trofeo Alcide Degasperi                                    | 1.2    | Davide De Pretto       | Zalf Euromobil Désirée Fior         |
| 2. Juni 2023            | ITA  | Giro dell'Appennino                                        | 1.1    | Marc Hirschi           | UAE Team Emirates                   |
| 3. Juni 2023            | BEL  | Heistse Pijl                                               | 1.1    | Olav Kooij             | Jumbo-Visma                         |
| 4. Juni 2023            | BEL  | Memorial Philippe Van Coningsloo                           | 1.2    | Gianluca Pollefliet    | Lotto Dstny Development Team        |
| 4. Juni 2023            | ITA  | Coppa della Pace                                           | 1.2U   | Matteo Scalco          | Green Project-Bardiani CSF-Faizané  |
| 4. Juni 2023            | BEL  | Brussels Cycling Classic                                   | 1.Pro  | Arnaud Démare          | Groupama-FDJ                        |
| 7. – 11. Juni 2023      | NED  | ZLM Tour                                                   | 2.Pro  | Olav Kooij             | Jumbo-Visma                         |
| 7. – 11. Juni 2023      | AZE  | Aziz Shusha                                                | 2.2    | Emanuele Ansaloni      | Team Technipes                      |
| 9. Juni 2023            | SUI  | Großer Preis des Kantons Aargau                            | 1.1    | Thibau Nys             | Trek-Segafredo                      |
| 9. – 11. Juni 2023      | FRA  | Tour d'Eure-et-Loir                                        | 2.2    | Noa Isidore            | CIC U Nantes Atlantique             |
| 10. Juni 2023           | BEL  | Dwars door het Hageland                                    | 1.Pro  | Rasmus Tiller          | Uno-X Pro Cycling Team              |
| 10. – 11. Juni 2023     | TUR  | Kırıkkale Road Race                                        | 2.2    | Nikiforos Arvanitou    | Sofer-Savini Due-OMZ                |
| 10. – 17. Juni 2023     | ITA  | Giro d'Italia Giovani                                      | 2.2U   | Johannes Staune-Mittet | Jumbo-Visma Development Team        |
| 11. Juni 2023           | BEL  | Elfstedenronde Brugge                                      | 1.1    | Jasper Philipsen       | Alpecin - Deceuninck                |
| 13. Juni 2023           | FRA  | Mont Ventoux Dénivelé Challenge                            | 1.Pro  | Lenny Martinez         | Groupama-FDJ                        |
| 14. – 18. Juni 2023     | BEL  | Baloise Belgium Tour                                       | 2.Pro  | Mathieu van der Poel   | Alpecin - Deceuninck                |
| 14. – 18. Juni 2023     | SLO  | Tour of Slovenia                                           | 2.Pro  | Filippo Zana           | Team Jayco AlUla                    |
| 15. – 18. Juni 2023     | FRA  | La Route d'Occitanie - La Dépêche du Midi                  | 2.1    | Michael Woods          | Israel-Premier Tech                 |
| 16. – 18. Juni 2023     | FRA  | Tour du Pays de Montbéliard                                | 2.2    | Sten van Gucht         | Bourg-en-Bresse Ain Cyclisme        |
| 28. Juni – 1. Juli 2023 | POL  | Course Cycliste de Solidarnosc et des Champions Olympiques | 2.2    | Siim Kiskonen          | Tartu2024 Cycling Team              |

### Juli
| Datum                     | Land | Rennen                                                  | Klasse | Sieger             | Team                                 |
| ------------------------- | ---- | ------------------------------------------------------- | ------ | ------------------ | ------------------------------------ |
| 2. – 6. Juli 2023         | AUT  | Österreich-Rundfahrt (Tour of Austria)                  | 2.1    | Jhonatan Narvaez   | Ineos Grenadiers                     |
| 2. Juli 2023              | ITA  | Giro del Medio Brenta                                   | 1.2    | Giulio Pellizzari  | Green Project - Bardiani CSF Faizane |
| 2. Juli 2023              | NED  | Midden-Brabant Poort Omloop                             | 1.2    | Thimo Willems      | VolkerWessels Cycling Team           |
| 4. Juli 2023              | ITA  | Trofeo Città di Brescia                                 | 1.2    | Federico Guzzo     | Zalf Euromobil Fior                  |
| 6. – 9. Juli 2023         | ROU  | Sibiu Cycling Tour                                      | 2.1    | Mark Donovan       | Q36.5 Pro Cycling Team               |
| 8. Juli 2023              | TUR  | Grand Prix Erciyes                                      | 1.2    | Max Stedman        | Großbritannien                       |
| 8. Juli 2023              | HUN  | Visegrad 4 Kerekparverseny                              | 1.2    | Adam Toupalik      | Elkov-Kasper                         |
| 9. Juli 2023              | SUI  | Gran Premio Città di Lugano                             | 1.1    | abgesagt           | abgesagt                             |
| 9. Juli 2023              | FRA  | Grand Prix International de la ville de Nogent-sur-Oise | 1.2    | abgesagt           | abgesagt                             |
| 9. Juli 2023              | SVK  | Visegrád 4 Bicycle Race – GP Slovakia                   | 1.2    | Maciej Paterski    | Voster ATS Team                      |
| 12. – 16. Juli 2023       | ITA  | Giro Ciclistico della Valle d'Aosta - Mont Blanc        | 2.2U   | Darren Rafferty    | Hagens Berman Axeon                  |
| 13. – 16. Juli 2023       | POR  | Grande Prémio Internacional de Torres Vedras            | 2.2    | Mauricio Moreira   | Glassdrive Q8 Anicolor               |
| 14. – 16. Juli 2023       | HUN  | Gemenc GP                                               | 2.2    | Filip Reha         | Elkov-Kasper                         |
| 15. Juli 2023             | NED  | Slag om Norg                                            | 1.1    | abgesagt           | abgesagt                             |
| 19. Juli 2023             | BEL  | SD WORX BW Classic                                      | 1.2    | Milan Fretin       | Team Flanders - Baloise              |
| 22. Juli 2023             | POL  | Visegrad 4 Bicycle Race – GP Poland                     | 1.2    | Itamar Einhorn     | Israel-Premier Tech                  |
| 22. – 26. Juli 2023       | BEL  | Tour de Wallonie                                        | 2.Pro  | Filippo Ganna      | Ineos Grenadiers                     |
| 23. Juli 2023             | ROU  | Cupa Max Ausnit                                         | 1.2    | Nicolás Tivani     | Argentinien                          |
| 23. Juli 2023             | SLO  | Grand Prix Kranj                                        | 1.2    | Edoardo Zamperini  | Zalf Euromobil Fior                  |
| 23. Juli 2023             | FRA  | Grand Prix de la ville de Pérenchies                    | 1.2    | Rait Ärm           | Go Sport - Roubaix Lille Métropole   |
| 23. Juli 2023             | CZE  | Visegrad 4 Bicycle Race - GP Czech Republic             | 1.2    | Adam Toupalik      | Elkov-Kasper                         |
| 25. Juli 2023             | ESP  | Prueba Villafranca - Ordiziako Klasika                  | 1.1    | Marc Hirschi       | UAE Team Emirates                    |
| 25. Juli 2023             | POL  | Memoriał Andrzeja Trochanowskiego                       | 1.2    | Itamar Einhorn     | Israel-Premier Tech                  |
| 26. – 27. Juli 2023       | ESP  | Vuelta a Castilla y Leon                                | 2.1    | Eduardo Sepúlveda  | Lotto Dstny                          |
| 26. – 29. Juli 2023       | POL  | Dookoła Mazowsza                                        | 2.2    | Oded Kogut         | Israel-Premier Tech Academy          |
| 26. – 30. Juli 2023       | FRA  | Tour Alsace                                             | 2.2    | Sebastian Berwick  | Israel-Premier Tech                  |
| 27. – 30. Juli 2023       | CZE  | Sazka Tour                                              | 2.1    | Florian Lippowitz  | Bora-hansgrohe                       |
| 28. – 31. Juli 2023       | FRA  | Kreiz Breizh Elites                                     | 2.2    | Hartthijs de Vries | TDT-Unibet                           |
| 30. Juli 2023             | ESP  | Circuito de Getxo                                       | 1.1    | Alexey Lutsenko    | Astana Qazaqstan Team                |
| 30. Juli 2023             | TUR  | Grand Prix Kültepe                                      | 1.2    | Daniil Marukhin    | Vino SKO Team                        |
| 30. Juli 2023             | POL  | Puchar MON                                              | 1.2    | Bartosz Rudyk      | Voster ATS Team                      |
| 31. Juli – 2. August 2023 | FRA  | Tour de l'Ain                                           | 2.1    | Michael Storer     | Groupama-FDJ                         |

### August
| Datum                          | Land | Rennen                                         | Klasse | Sieger               | Team                               |
| ------------------------------ | ---- | ---------------------------------------------- | ------ | -------------------- | ---------------------------------- |
| 4. – 13. August 2023           | FRA  | Tour de Guadeloupe                             | 2.2    | Benjamin Le Ny       | Uni Sport Lamentinois              |
| 5. August 2023                 | SWE  | Scandinavian Race Uppsala                      | 1.2    | abgesagt             | abgesagt                           |
| 8. – 12. August 2023           | ROU  | Tour of Szeklerland                            | 2.2    | Martin Messner       | WSA KTM Graz p/b Leomo             |
| 9. – 20. August 2023           | POR  | Portugal-Rundfahrt (Volta a Portugal)          | 2.1    | Colin Stüssi         | Team Vorarlberg                    |
| 12. August 2023                | POL  | Memoriał Henryka Łasaka                        | 1.2    | Michael Kukrle       | Team Felbermayr Simplon Wels       |
| 13. August 2023                | FRA  | La Polynormande                                | 1.1    | Arnaud De Lie        | Lotto Dstny                        |
| 13. August 2023                | ITA  | Gran Premio Sportivi di Poggiana               | 1.2U   | Nicolò Pettiti       | Sias Rime                          |
| 13. August 2023                | BEL  | Grote Prijs Stad Halle                         | 1.2    | abgesagt             | abgesagt                           |
| 13. August 2023                | POL  | Memoriał Jana Magiery                          | 1.2    | Michael Kukrle       | Team Felbermayr Simplon Wels       |
| 15. August 2023                | BEL  | Tour of Leuven                                 | 1.1    | Arnaud de Lie        | Lotto Dstny                        |
| 15. – 18. August 2023          | FRA  | Tour du Limousin-Périgord - Nouvelle Aquitaine | 2.1    | Romain Grégoire      | Groupama-FDJ                       |
| 15. – 19. August 2023          | ESP  | Burgos-Rundfahrt (Vuelta a Burgos)             | 2.Pro  | Primož Roglič        | Jumbo-Visma                        |
| 15. – 19. August 2023          | DEN  | Dänemark-Rundfahrt (Tour of Denmark)           | 2.Pro  | Mads Pedersen        | Lidl-Trek                          |
| 16. August 2023                | ITA  | GP Capodarco Comunita Di Capodarco             | 1.2U   | Matteo Ambrosini     | Team Colpack Ballan                |
| 17. – 20. August 2023          | EST  | Baltic Chain Tour                              | 2.2    | Rait Ärm             | Estland                            |
| 17. – 20. August 2023          | NOR  | Arctic Race of Norway                          | 2.Pro  | Stephen Williams     | Israel-Premier Tech                |
| 19. August 2023                | BEL  | Druivenkoers - Overijse                        | 1.1    | Victor Campenaerts   | Lotto Dstny                        |
| 19. August 2023                | TUR  | Grand Prix Kaisareia                           | 1.2    | Anatolij Budjak      | Terengganu Polygon Cycling Team    |
| 20. August 2023                | BEL  | Egmont Cycling Race                            | 1.1    | Jasper De Buyst      | Lotto Dstny                        |
| 22. – 25. August 2023          | FRA  | Tour Poitou-Charentes en Nouvelle-Aquitaine    | 2.1    | Søren Wærenskjold    | Uno-X Pro Cycling Team             |
| 25. – 27. August 2023          | TUR  | Tour of Yigido                                 | 2.2    | Max Stedman          | Beykoz Belediyesi Spor Kulübü      |
| 26. – 31. August 2023          | BUL  | Bulgarien-Rundfahrt (Tour of Bulgaria)         | 2.2    | Michal Schuran       | ATT Investments                    |
| 27. August 2023                | NED  | Ronde van de Achterhoek                        | 1.2    | Martijn Rasenberg    | À Bloc CT                          |
| 30. August 2023                | BEL  | Muur Classic Geraardsbergen                    | 1.2    | Filippo Magli        | Green Project-Bardiani CSF-Faizanè |
| 31. August – 2. September 2023 | BEL  | Flanders Tomorrow Tour                         | 2.2U   | Jakob Söderkvist     | Svealand Cycling Team              |
| 31. August – 3. September 2023 | ITA  | Giro della Regione Friuli Venezia Giulia       | 2.2    | Francesco Galimberti | Biesse-Carrera                     |

### September
| Datum                           | Land | Rennen                                          | Klasse | Sieger                | Team                        |
| ------------------------------- | ---- | ----------------------------------------------- | ------ | --------------------- | --------------------------- |
| 2. – 3. September 2023          | BUL  | In the footsteps of the Romans                  | 2.2    | Filippo Fortin        | Maloja Pushbikers           |
| 2. September 2023               | NOR  | Lillehammer GP                                  | 1.2    | Christian Lindquist   | Restaurant Suri-Carl Ras    |
| 3. September 2023               | FRA  | Grand Prix de Plouay                            | 1.2    | Pierre Thierry        | Morbihan Fybolia GOA        |
| 3. September 2023               | NOR  | Gylne Gutuer                                    | 1.2    | Andreas Stokbro       | Leopard TOGT Pro Cycling    |
| 7. – 10. September 2023         | CZE  | Okolo Jižních Čech                              | 2.2    | Martin Solhaug Hansen | Uno-X DARE Development Team |
| 7. – 9. September 2023          | KOS  | Tour of Kosovo                                  | 2.2    | Niccolo Garribo       | Gragnano Sporting Club      |
| 10. September 2023              | FRA  | Grand Prix de la Somme Conseil Départemental 80 | 1.2    | Bastien Pichon        | ESEG Douai                  |
| 10. September 2023              | FRA  | Grand Prix de Fourmies                          | 1.Pro  | Tim Merlier           | Soudal Quick-Step           |
| 13. September 2023              | ITA  | Giro della Toscana                              | 1.1    | Pavel Sivakov         | Ineos Grenadiers            |
| 13. September 2023              | BEL  | Grand Prix de Wallonie                          | 1.Pro  | Gonzalo Serrano       | Movistar                    |
| 13. – 17. September 2023        | SVK  | Slowakei-Rundfahrt                              | 2.1    | Remi Cavagna          | Soudal Quick-Step           |
| 14. September 2023              | ITA  | Coppa Sabatini                                  | 1.Pro  | Marc Hirschi          | UAE Team Emirates           |
| 15. September 2023              | BEL  | Kampioenschap van Vlaanderen                    | 1.1    | Jasper Philipsen      | Alpecin-Deceuninck          |
| 16. September 2023              | ITA  | Memorial Marco Pantani                          | 1.1    | Alexey Lutzenko       | Astana Qazaqstan            |
| 16. September 2023              | BEL  | Super 8 Classic                                 | 1.Pro  | Mathieu van der Poel  | Alpecin-Deceuninck          |
| 17. September 2023              | BEL  | Gooikse Pijl                                    | 1.1    | Jasper Philipsen      | Alpecin-Deceuninck          |
| 17. September 2023              | FRA  | Grand Prix d'Isbergues - Pas de Calais          | 1.1    | Matteo Moschetti      | Q36.5 Pro Cycling Team      |
| 17. September 2023              | ITA  | Trofeo Matteotti                                | 1.1    | Sjoerd Bax            | UAE Team Emirates           |
| 17. September 2023              | BEL  | Grote Prijs Rik Van Looy                        | 1.2    | Rasmus Bøgh Wallin    | Restaurant Suri-Carl Ras    |
| 20. – 24. September 2023        | ITA  | Adriatica Ionica Race                           | 2.1    | abgesagt              | abgesagt                    |
| 20. – 24. September 2023        | LUX  | Luxemburg-Rundfahrt                             | 2.Pro  | Marc Hirschi          | UAE Team Emirates           |
| 20. September 2023              | BEL  | Omloop van het Houtland                         | 1.1    | Gerben Thijssen       | Intermarché-Circus-Wanty    |
| 23. September 2023              | AND  | Classica Andorra Pirineus                       | 1.1    | abgesagt              | abgesagt                    |
| 24. September 2023              | FRA  | Classique Paris–Chauny                          | 1.1    | Jasper Philipsen      | Alpecin-Deceuninck          |
| 26. September – 1. Oktober 2023 | CRO  | Kroatien-Rundfahrt                              | 2.1    | Orluis Aular          | Caja Rural-Seguras RGA      |
| 26. September 2023              | ITA  | Ruota d’Oro                                     | 1.2U   | Gil Gelders           | Soudal Quick-Step           |
| 27. September – 1. Oktober 2023 | FRA  | Ronde de l’Isard                                | 2.2U   | abgesagt              | abgesagt                    |
| 28. September 2023              | ITA  | Coppa Agostoni - Giro delle Brianze             | 1.1    | Davide Formolo        | UAE Team Emirates           |
| 28. September 2023              | BEL  | Circuit Franco Belge                            | 1.Pro  | Arnaud de Lie         | Lotto Dstny                 |
| 30. September 2023              | BEL  | Grand Prix Cerami                               | 1.2    | James Fouché          | Bolton Equities Black Spoke |
| 30. September 2023              | ITA  | Giro dell’Emilia                                | 1.Pro  | Primož Roglič         | Jumbo-Visma                 |

### Oktober
| Datum                  | Land | Rennen                   | Klasse | Sieger                 | Team                        |
| ---------------------- | ---- | ------------------------ | ------ | ---------------------- | --------------------------- |
| 1. Oktober 2023        | BEL  | Famenne Ardenne Classic  | 1.1    | Arnaud De Lie          | Lotto Dstny                 |
| 1. Oktober 2023        | FRA  | Tour de Vendée           | 1.1    | Arnaud Démare          | Team Arkéa-Samsic           |
| 1. Oktober 2023        | ITA  | Trofeo Baracchi          | 1.1    | abgesagt               | abgesagt                    |
| 1. Oktober 2023        | ITA  | Il Piccolo Lombardia     | 1.2U   | William Junior Lecerf  | Soudal Quick-Step Devo Team |
| 2. Oktober 2023        | ITA  | Coppa Bernocchi          | 1.Pro  | Wout van Aert          | Jumbo-Visma                 |
| 3. Oktober 2023        | GER  | Münsterland Giro         | 1.Pro  | Per Strand Hagenes     | Jumbo-Visma                 |
| 3. Oktober 2023        | ITA  | Tre Valli Varesine       | 1.Pro  | Ilan Van Wilder        | Soudal-QuickStep            |
| 3. Oktober 2023        | BEL  | Binche - Chimay - Binche | 1.1    | Luca Mozzato           | Team Arkéa-Samsic           |
| 4. Oktober 2023        | NED  | Elfstedenrace            | 1.1    | Jasper Philipsen       | Alpecin-Deceuninck          |
| 4. – 8. Oktober 2023   | TUR  | Tour of The Republic     | 2.2    | Gustav Wang            | Restaurant Suri-Carl Ras    |
| 5. Oktober 2023        | FRA  | Paris - Bourges          | 1.1    | Arnaud Démare          | Team Arkéa-Samsic           |
| 5. Oktober 2023        | ITA  | Gran Piemonte            | 1.Pro  | Andrea Bagioli         | Soudal-QuickStep            |
| 8. Oktober 2023        | FRA  | Paris - Tours Espoirs    | 1.2U   | Sakarias Koller Løland | Uno-X DARE Development Team |
| 8. Oktober 2023        | FRA  | Paris - Tours            | 1.Pro  | Riley Sheehan          | Israel-Premier Tech         |
| 8. – 15. Oktober 2023  | TUR  | Türkei-Rundfahrt         | 2.2    | Alexei Luzenko         | Astana Qazaqstan Team       |
| 11. Oktober 2023       | ITA  | Giro del Veneto          | 1.Pro  | Dorian Godon           | AG2R Citroën Team           |
| 15. Oktober 2023       | ITA  | Veneto Classic           | 1.Pro  | Davide Formolo         | UAE Team Emirates           |
| 15. Oktober 2023       | FRA  | Chrono des Nations       | 1.1    | Joshua Tarling         | Ineos Grenadiers            |
| 15. Oktober 2023       | FRA  | Chrono des Nations       | 1.2U   | Kacper Gieryk          | JEGG-DJR Academy            |
| 18. – 22. Oktober 2023 | ROU  | Turul Romaniei           | 2.1    | abgesagt               | abgesagt                    |

## Gesamtwertung
| Platz | Fahrer           | Nation    | Team                        | Punkte  |
| ----- | ---------------- | --------- | --------------------------- | ------- |
| 1.    | Tadej Pogačar    | Slowenien | UAE Team Emirates           | 7695,86 |
| 2.    | Jonas Vingegaard | Danemark  | Jumbo-Visma                 | 6304,07 |
| 3.    | Remco Evenepoel  | Belgien   | Quick-Step Alpha Vinyl Team | 5631,71 |
| 4.    | Primož Roglič    | Slowenien | Jumbo-Visma                 | 5603.36 |
| 5.    | Wout van Aert    | Belgien   | Jumbo-Visma                 | 4762    |

| Platz | Team | Nation | Punkte |
| ----- | ---- | ------ | ------ |
| 1.    |      |        |        |
| 2.    |      |        |        |
| 3.    |      |        |        |
| 4.    |      |        |        |
| 5.    |      |        |        |

| Platz | Nation         | Punkte   |
| ----- | -------------- | -------- |
| 1.    | Belgien        | 23090.71 |
| 2.    | Dänemark       | 18779.56 |
| 3.    | Slowenien      | 16498.34 |
| 4.    | Großbritannien | 14331.47 |
| 5.    | Frankreich     | 13826.36 |